# 20 février
Pour les articles homonymes, voir Vingt-Février.
20 janvier 20 mars
Chronologies thématiques
- Croisades
- Ferroviaires
- Sports
- Disney
- Anarchisme
- Catholicisme

Abréviations / Voir aussi
- (° 1852) = né en 1852
- († 1885) = mort en 1885
- a.s. = calendrier julien
- n.s. = calendrier grégorien
- Calendrier
- Calendrier perpétuel
- Liste de calendriers
- Naissances du jour

Le 20 février est le 51e jour de l'année du calendrier grégorien (il en reste ensuite 314, 315 lorsqu'elle est bissextile).
C'était généralement le 2 ventôse du calendrier républicain ou révolutionnaire français, officiellement dénommé jour du cornouiller (la plante).

## Événements

### IIesiècle
- 116 : l'empereur romain Trajan reçoit du Sénat le titre de Parthicus.
- 197 : fin de la bataille de Lugdunum l'actuelle ville de Lyon qui avait embrassé la cause de Clodius Albinus face à Septime Sévère.

### XVesiècle
- 1472 : les îles Orcades et Shetlands sont mises en gage par la Norvège comme dot pour la princesse Marguerite de Danemark.
- 1499 : bataille de Hard qui oppose les Trois Ligues et les Confédérés suisses à la Ligue de Souabe et aux forces de Maximilien Ier.

### XVIesiècle
- 1547 : Édouard VI est couronné roi d'Angleterre et d'Irlande en l'abbaye de Westminster.
- 1596 : réduction de Marseille[1]. Membre de la Ligue Catholique depuis 1589, la ville refusait de reconnaitre Henri IV comme Roi de France malgré sa conversion au catholicisme et l'approche d'une armée royale. L'assassinat le 17 février de Charles de Cassaulx, chef de file des ligueurs, permet à la ville d'ouvrir ses portes aux troupes royales, ralliement formellement avalisé lors du conseil de ville du 20 février.

### XVIIesiècle
- 1631 : les princes protestants allemands s'allient avec le roi de Suède Gustave II Adolphe dans le cadre de la guerre de Trente Ans.
- 1685 : René-Robert Cavelier de La Salle fonde le Fort Saint-Louis au Texas.

### XVIIIesiècle
- 1755 : le général britannique Edward Braddock arrive en Virginie pour prendre le commandement de toutes les troupes britanniques en Amérique.
- 1789 : le roi Gustave III de Suède impose la loi d'Union et de Sécurité au Riksdag.
- 1792 : le président des États-Unis George Washington fonde le « Federal Post Office ».
- 1799 : capitulation du fort d'El-Arich lors de la campagne d'Égypte.

### XIXesiècle
- 1813 : Manuel Belgrano obtient une victoire décisive à la bataille de Salta pendant les guerres d'indépendance hispano-américaines.
- 1815 : le navire de guerre américain USS Constitution capture les navires britanniques HMS Cyane et HMS Levant (guerre anglo-américaine de 1812).
- 1864 : bataille d'Olustee en Floride (guerre de sécession, 1 861 pertes unionistes et 946 confédérées).
- 1868 : mariage de Louis III de Bavière et Marie-Thérèse de Modène.
- 1887 : les accords fondant la Triplice sont maintenus en Autriche, le ministre des Affaires étrangères autrichien et comte Gustave Kálnoky accepte une modification favorable aux Italiens pour tempérer leurs revendications irrédentistes.
- 1890 : les élections législatives allemandes sont marquées par un échec des partis du cartel au profit principalement du parti socialiste ouvrier qui se renomme parti social-démocrate la même année.
- 1894 : attentats du 20 février 1894 par Désiré Pauwels pendant l'Ère des attentats.
- 1895 : la Triplice Allemagne, Autriche-Hongrie, Italie est reconduite pour dix ans.

### XXesiècle
- 1905 : début de la bataille de Mukden pendant la guerre russo-japonaise.
- 1910 : assassinat du Premier ministre égyptien copte Boutros Ghali qui meurt le lendemain.
- 1916 : reddition de Mora la dernière forteresse du Cameroun allemand pendant la campagne d'Afrique de l'Ouest de la Première Guerre mondiale.
- 1919 : la Diète polonaise confirme Józef Piłsudski dans ses pouvoirs.
- 1928 :
  - clôture de la VIe Conférence panaméricaine à La Havane, les nations latino-américaines y ont accentué leur pression sur les États-Unis en faveur d'un règlement pacifique des conflits.
  - Premières élections législatives japonaises au suffrage universel masculin.
- 1933 : la proposition du 21e amendement à la constitution des États-Unis mettant fin à la prohibition de l'alcool est déposée au Congrès américain.
- 1935 : Caroline Mikkelsen devient la première femme à poser le pied en Antarctique.
- 1938 : le secrétaire au Foreign Office britannique Anthony Eden démissionne afin de protester contre la politique d'apaisement menée par le Premier ministre Sir Arthur Neville Chamberlain à l'égard d'Adolf Hitler.
- Seconde Guerre mondiale de 1939 à 1945 :
  - en 1942, les Japonais débarquent à Bali aux Indes néerlandaises ;
  - en 1944, début de l'opération Argument visant à obtenir la supériorité aérienne face à la Luftwaffe.
- 1947 : Louis Mountbatten devient Gouverneur général des Indes (vice-roi).
- 1959 : le projet Avro Canada CF-105 Arrow est abandonné.
- 1964 : Algérie et Maroc acceptent un compromis mettant fin à la guerre des Sables sur leur frontière commune sous la médiation de l'Organisation de l'unité africaine.
- 1967 : le président indonésien Soekarno remet tous ses pouvoirs exécutifs au général Soeharto en ne gardant que le titre présidentiel.
- 1972 : le colonel Mouammar Kadhafi menace l'Espagne d'une guerre pour obtenir le Sahara occidental.
- 1980 : les États-Unis annoncent officiellement leur boycott des Jeux olympiques d'été de Moscou à la suite de l'intervention soviétique en Afghanistan.
- 1986 : la chasse irakienne abat sans survivant un avion civil qui transportait des députés iraniens et un représentant personnel de l'ayatollah Rouhollah Khomeini.
- 1987 : l'Arunachal Pradesh obtient le statut d'État fédéré de l'Inde.
- 1988 : l'oblast autonome du Haut-Karabagh fait sécession ce qui déclenche une guerre du Haut-Karabagh.

### XXIesiècle
- 2002 : l'armée israélienne lance une série de raids représailles à Naplouse et pour la première fois contre les bureaux de Yasser Arafat à Gaza, après six jours de grandes violences qui ont culminé avec la mort de six Israéliens en Cisjordanie le 19 (quinze morts palestiniens).
- 2005 :
  - les Espagnols disent oui à une très large majorité au projet de Constitution européenne ;
  - victoire du Parti socialiste de José Sócrates aux élections législatives portugaises ;
  - le gouvernement israélien approuve le retrait de la bande de Gaza et de quatre colonies de Cisjordanie ainsi que le nouveau tracé de la partie sud d'une "barrière de sécurité".
- 2011 : début de grandes manifestations dans tout le pays aboutissant à la remise en cause du régime en place au Maroc (contexte plus général des "printemps arabes").
- 2014 : le Parlement de l'Inde approuve la création du Télangana comme 29e État indien fédéré par scission de l'Andhra Pradesh.
- 2016 :
  - David Cameron annonce le 23 juin 2016 comme date fixée pour sa promesse électorale d'un référendum sur le maintien du Royaume-Uni dans l'Union européenne.
  - Faustin-Archange Touadéra est élu Président de la République centrafricaine.

## Arts, culture et religion
- 1530 : l'université Albertina de Fribourg-en-Brisgau condamne les thèses de Martin Luther.
- 1662 : Molière épouse Armande Béjart.
- 1816 : première du Barbier de Séville de Gioachino Rossini à Rome.
- 1846 : l'Empire de Chine interdit les persécutions et autorise le christianisme avec certaines réserves sur son territoire sous pression du roi des Français Louis-Philippe Ier.
- 1872 : ouverture du Metropolitan Museum of Art à New York.
- 1878 : Léon XIII est élu pape.
- 1909 : Filippo Tommaso Marinetti publie le manifeste du futurisme dans Le Figaro.
- 1942 :
  - parution clandestine du livre Le Silence de la mer de Vercors en pleine occupation ennemie et résistance.
  - Les tableaux de Norman Rockwell Les Quatre Libertés commencent à être publiés dans The Saturday Evening Post.

## Sciences et techniques
- 1962 : John Glenn accomplit le premier vol spatial américain habité autour de la Terre dans le cadre de la mission Friendship 7 du programme Mercury.
- 2019 : première observation depuis 1981 de la plus grande espèce d'abeilles au monde Megachile pluto redécouverte dans les Îles Moluques en Indonésie.
- 2023 : un troisième cas de guérison du SIDA, après une greffe de cellules souches, est révélé au travers d'une publication dans Nature Medicine[2].

## Économie et société
- 1929 : ouverture de l'hôtel Martinez à Cannes.
- 1988 : le carnaval de Rio tourne à la tragédie alors que des inondations gigantesques et des glissements de terrain causent quelque 275 morts et plus de 12 000 sans-abri dans l'État de Rio de Janeiro.
- 2002 : ouverture du parc Vulcania dans le Puy-de-Dôme en Auvergne (France).
- 2003 : incendie du club The Station à West Warwick (Rhode Island, États-Unis).
- 2010 : tempête à Madère.
- 2025 : la Suisse reconnait que son programme de placement forcé d'enfants manouches et yéniches « Les Enfants de la grand-route » est constitutif d'un crime contre l'humanité[3].

## Naissances

### XVIesiècle
- 1518 : Georges de Palatinat-Simmern-Sponheim, comte palatin du Rhin de Simmern-Sponheim († 17 mai 1569).
- 1543 (ou 2 mars) : Kōsa, 11e chef du Hongan-ji de Kyoto et abbé en chef du Ishiyama Hongan-ji († 27 décembre 1592).
- 1549 : François Marie II della Rovere, condottiere et dernier duc d'Urbino († 28 avril 1631).
- 1552 : Sengoku Hidehisa, samouraï de la fin de la période Sengoku et du début de l'époque d'Edo († 13 juin 1614).
- 1586 : Hachisuka Yoshishige, daimyo de l'époque d'Edo († 29 mars 1620).
- 1589 : Sophie-Élisabeth d'Anhalt-Dessau, princesse allemande († 9 février 1622).

### XVIIesiècle
- 1632 : Thomas Osborne, 1er duc de Leeds, homme d'État anglais († 26 juillet 1712).
- 1633 : Jan de Baen, peintre néerlandais du siècle d'or († 1702, inhumé le 8 mars).
- 1634 : René Boudier, traducteur, historien et poète français († 16 novembre 1723).
- 1640 : Pierre II Mignard, peintre et architecte français († 10 avril 1725).
- 1659 : Niccolò Spinola, cardinal italien († 12 avril 1735).
- 1660 : Leonhard Dientzenhofer, architecte et constructeur allemand († 26 novembre 1707).
- 1669 : Cornelis Sweerts, poète, parolier, dramaturge et libraire hollandais († 23 mars 1749).
- 1683 : Guy Nicolas de Durfort de Lorges, 2e duc de Quintin, 1er duc de Lorges († 3 mars 1758).
- 1697 : Charles Paul Sigismond de Montmorency-Luxembourg, duc de Châtillon, gouverneur, lieutenant général des armées († 28 février 1769).
- 1698 : Bernardo Tanucci, homme d'État italien († 29 avril 1783).

### XVIIIesiècle
- 1702 : Jean-Ange Brun, architecte français († 1793).
- 1734 :
  - Franz Beck, compositeur allemand ayant œuvré principalement en France († 31 décembre 1809).
  - François-Armand de Saige, homme politique français († exécuté le 23 octobre 1793, 2 brumaire an II).
- 1736 : David-Alexis Tholosé, général de brigade français († 12 juillet 1802).
- 1745 : Johann Peter Salomon, compositeur, violoniste et chef d'orchestre allemand († 25 novembre 1815).
- 1749 : Germain Félix Tennet de Laubadère, général de brigade français († 8 août 1799).
- 1751 : Johann Heinrich Voß, critique littéraire et poète allemand († 29 mars 1826).
- 1752 : Charles Broche, organiste et compositeur français († 30 septembre 1803).
- 1754 : Jean-Pierre Duval, homme politique français († 25 août 1817).
- 1768 : David-Maurice-Joseph Mathieu de La Redorte, général de division français († 1er mars 1833).
- 1775 : Guy-Victor Duperré, baron et amiral français († 2 novembre 1846).
- 1784 : John E. Wool, général de brigade américain († 10 novembre 1869).
- 1788 : 
  - Jean-Baptiste Pellissier, auteur dramatique et journaliste français († 11 décembre 1856).
  - Valentin Zwierkowski, officier polonais († 15 décembre 1859).
- 1791 :
  - Carl Czerny, compositeur autrichien († 15 juillet 1857).
  - Émile Deschamps, poète français († 22 avril 1871).
- 1797 : Jules Bourcier, ornithologue français († 9 mars 1873).

### XIXesiècle
- 1802 : Charles Giraud, juriste français académicien ès sciences morales et politiques et doyen de la faculté de droit de Paris († 13 juillet 1881).
- 1808 : Pierre Dumoulin-Borie missionnaire des Missions Étrangères de Paris martyr en l'ancien Tonkin au Vietnam († 24 novembre 1838).
- 1810 : Henri Martin, politicien et historien français († 14 décembre 1883).
- 1820 : Gustave Nadaud, goguettier, poète et chansonnier français († 28 avril 1893).
- 1828 : Edmond Roche, poète, auteur dramatique, librettiste et violoniste français († 23 décembre 1861).
- 1830 : Albert Lefaivre, homme politique, diplomate et écrivain français († 23 mars 1902).
- 1834 : Nikolaï Kauffmann, botaniste russe réputé pour ses travaux sur la floristique († 27 décembre 1870).
- 1844 :
  - Ludwig Boltzmann, physicien autrichien († 5 septembre 1906).
  - Mihály Munkácsy, peintre hongrois de l'École de Barbizon († 1er mai 1900).
  - Joshua Slocum (Slocombe), 1er navigateur (nord-américain) à réaliser le tour du monde en solitaire à la voile († 14 novembre 1909 en mer).
- 1849 : Ernest Dupuy, professeur, écrivain, critique littéraire et poète français († 5 septembre 1918).
- 1850 : Nérée Beauchemin, poète et médecin québécois († 29 juin 1931).
- 1853 : Amanda Röntgen-Maier, violoniste et compositrice suédoise († 15 juillet 1894).
- 1857 : Leonida Bissolati, homme politique italien († 6 mars 1920).
- 1860 : Paul Margueritte, écrivain français († 29 décembre 1918).
- 1866 : George Bonnamour, journaliste, écrivain et homme politique français († 22 février 1954).
- 1867 : Louise du Royaume-Uni, fille du roi Édouard VII († 4 janvier 1931).
- 1870 : Gustave Michaut, romaniste, grammairien, latiniste et chercheur en littérature français († 1er septembre 1946).
- 1871 : Amélie Diéterle, actrice, cantatrice et collectionneuse d'art française († 20 janvier 1941).
- 1874 : Mary Garden, soprano écossaise († 3 janvier 1967).
- 1875 :
  - Albert Dalimier, homme politique français († 6 mai 1936).
  - Marie Marvingt, aviatrice française († 14 décembre 1963).
- 1876 : Théodore Akimenko, pianiste et compositeur ukrainien († 8 janvier 1945).
- 1879 : Bombita (Ricardo Torres Reina), matador espagnol († 29 novembre 1936).
- 1881 : Bernard Gravier, escrimeur français champion olympique en 1908 († 13 août 1923).
- 1885 : Robert Monier, skipper français († 6 décembre 1944).
- 1887 : Vincent Massey, 18e gouverneur général du Canada († 30 décembre 1967).
- 1888 :
  - Georges Bernanos, écrivain français († 5 juillet 1948).
  - Marie Rambert, danseuse et professeur de danse britannique d'origine polonaise († 12 juin 1982).
- 1890 : Alma Richards, athlète américain, vainqueur de l'épreuve de saut en hauteur aux Jeux olympiques de 1912 († 3 avril 1963).
- 1893 : Gabrielle Petit, infirmière et résistante belge († fusillée le 1er avril 1916).
- 1894 :
  - Jarosław Iwaszkiewicz, écrivain et dramaturge polonais († 2 mars 1980).
  - Jimmy Yancey, pianiste afro-américain de boogie-woogie († 17 septembre 1951).
- 1895 :
  - « Fortuna » (Diego Mazquiarán Torróntegui), matador espagnol († 10 mai 1940).
  - Louis Zborowski, pilote automobile britannique d'origine polonaise († 19 octobre 1924).
- 1896 :
  - Auguste Chantraine, français, fondateur de la Fédération Paysanne en 1933, résistant († 15 mars 1945).
  - Henri de Lubac, jésuite, théologien et cardinal français († 4 septembre 1991).
- 1897 : Ivan Albright, peintre américain († 18 novembre 1983).

### XXesiècle
- 1901 :
  - Marc Detton, rameur français († 24 janvier 1977).
  - René Dubos, agronome, biologiste et écologue français († 20 février 1982).
  - Henry Eyring, chimiste théoricien américain († 26 décembre 1981).
  - Louis Kahn, architecte américain († 17 mars 1974).
  - Mohammed Naguib, militaire et homme politique égyptien († 29 août 1984).
- 1902 : Ansel Adams, photographe américain († 22 avril 1984).
- 1903 :
  - Ella Maillart, écrivain et photographe suisse († 27 mars 1997).
  - Charles Pélissier, coureur cycliste français († 28 mai 1959).
  - Joseph Schröffer, cardinal allemand de la curie romaine († 7 septembre 1983).
- 1904 : Oliver MacDonald, athlète américain spécialiste du 400 mètres († 14 avril 1973).
- 1906 :
  - Gale Gordon, acteur américain († 30 juin 1995).
  - Frédéric Curie, résistant français († 16 décembre 1956).
- 1907 : Malcolm Atterbury, acteur américain († 16 août 1992).
- 1909 : Dorette Ardenne, actrice française († 5 novembre 2001).
- 1911 : 
  - István Énekes, boxeur hongrois († 2 janvier 1940).
  - André Gauthier, homme politique et agriculteur français († 14 août 1994).
  - Paul Grammont, religieux bénédictin français († 30 juillet 1989).
  - Margot Grahame, actrice anglaise († 1er janvier 1982).
  - Gyula Gyenes, athlète hongrois spécialiste du sprint († 26 juin 1988).
  - André Saeys, footballeur belge († 22 mars 1988).
- 1912 : Pierre Boulle, écrivain français († 30 janvier 1994).
- 1914 : John Daly (en), journaliste et animateur de radio et de télévision américain († 24 février 1991).
- 1915 : Élie Mélia, résistant, recteur, professeur, auteur œcuménique orthodoxe franco-géorgien à Paris († 15 mars 1988).
- 1917 : Tana Hoban, photographe américaine († 20 janvier 2006).
- 1918 : Joseph Jadrejak, footballeur français († 24 novembre 1990).
- 1919 : Luis Bedoya Reyes, avocat et homme politique péruvien († 18 mars 2021).
- 1920 : Karl Albrecht, homme d'affaires allemand († 16 juillet 2014).
- 1921 :
  - Roger Coekelbergs, chimiste belge († 4 mars 2021).
  - Ruth Gipps, compositrice, hautboïste, pianiste et imprésario britannique († 23 février 1999)
  - René Jalbert, militaire canadien et sergent d’armes à l’Assemblée nationale du Québec († 21 janvier 1996).
  - Joseph A. Walker, pilote d'essai et astronaute américain († 8 juin 1966).
- 1924 : Mordechai Ofer, homme politique israélien († 1er septembre 1971).
- 1925 : Robert Altman, réalisateur, producteur et scénariste américain († 20 novembre 2006).
- 1926 : 
  - Richard Matheson, écrivain et scénariste américain († 23 juin 2013).
  - Bob Richards, athlète américain, spécialiste du saut à la perche († 23 juin 2013).
- 1927 :
  - Hubert de Givenchy, couturier français († 10 mars 2018).
  - Ibrahim Ferrer, chanteur cubain († 6 août 2005).
  - Sidney Poitier, acteur et réalisateur américano-bahaméen († 6 janvier 2022).
- 1928 :
  - Roy Face (en), lanceur de baseball américain.
  - Jean Kennedy Smith, diplomate américaine († 17 juin 2020).
  - Friedrich Wetter, cardinal allemand, archevêque émérite de Munich.
- 1929 : Amanda Blake, actrice américaine († 16 août 1989).
- 1930 : Jacques Degats, athlète français spécialiste du 400 mètres († 29 mars 2015).
- 1931 : Karl Spiehs, producteur de cinéma autrichien († 27 janvier 2022).
- 1933 : Ioukhym Zviahilsky, homme d'État ukrainien († 6 novembre 2021).
- 1934 :
  - Paavo Rantanen, diplomate finlandais.
  - Bobby Unser, pilote de course automobile américain († 2 mai 2021).
- 1935 : Peter Barrett, skipper américain champion olympique († 17 décembre 2000).
- 1936 :
  - Marj Dusay, actrice américaine († 29 janvier 2020).
  - Mohamed Taki Abdoulkarim, homme d'État comorien († 6 novembre 1998).
  - Janet Whitaker, femme politique britannique.
- 1937 : Nancy Wilson, chanteuse de jazz américaine († 13 décembre 2018).
- 1938 :
  - (ou 21 février 1939) Richard Beymer, acteur américain.
  - André Chorda, footballeur professionnel français († 18 juin 1998).
  - Nicole Lattès Cousin, éditrice française († 31 janvier 2023).
- 1940 :
  - Christoph Eschenbach, pianiste et chef d'orchestre allemand.
  - Jimmy Greaves, footballeur anglais († 19 septembre 2021).
  - Francesco Stacchino, footballeur italien.
- 1941 :
  - Jean-Pierre Dupuy, ingénieur, épistémologue et philosophe français.
  - Alan Furst, écrivain américain.
  - Buffy Sainte-Marie, chanteuse et compositrice canadienne.
- 1942 :
  - Phil Esposito, joueur de hockey sur glace canadien.
  - Ernâni Lopes, professeur et homme politique portugais († 2 décembre 2010).
  - Mitch McConnell, sénateur républicain américain.
  - Claude Miller, cinéaste et scénariste français († 4 avril 2012).
- 1943 :
  - Aleksandr Pavlovitch Aleksandrov, cosmonaute russe.
  - Carlos (Yvan-Chrysostome Dolto dit), chanteur français († 17 janvier 2008).
  - Jean-Pierre Giudicelli, pentathlonien français.
  - Mike Leigh, réalisateur britannique et anglais.
- 1944 :
  - Robert de Cotret, homme politique canadien († 9 juillet 1999).
  - Michel Hommell, grand patron de presse et directeur de musée et de circuit automobiles français.
- 1945 :
  - (ou 21 février) Gérard Hamel, homme politique français.
  - Brion James, acteur et producteur américain († 7 août 1999).
- 1946 :
  - Brenda Blethyn, actrice anglaise.
  - Richard Cocciante, chanteur français.
  - Sandy Duncan, actrice américaine.
  - J. Geils, guitariste américain du groupe The J. Geils Band († 11 avril 2017).
  - Gabrielle Louis-Carabin, femme politique française.
  - Doug Russell, nageur américain double champion olympique.
- 1947 :
  - José Broissart, footballeur professionnel français.
  - Jean-Marc Lefranc, homme politique français.
  - Peter Strauss, acteur et producteur américain.
- 1948 :
  - Pierre Bouchard, joueur de hockey sur glace québécois.
  - Jennifer O'Neill, actrice américaine.
- 1949 :
  - Jacques Teulet, artiste-peintre, graphiste et lithographe figuratif français.
  - Ivana Trump, athlète olympique tchèque, top model, première épouse de Donald Trump († 14 juillet 2022).
- 1950 :
  - Walter Becker, guitariste américain († 3 septembre 2017).
  - Jean-Paul Dubois, écrivain français.
  - Ángel Teruel, matador espagnol († 17 décembre 2021).
- 1951 :
  - Edward Albert, comédien américain († 22 septembre 2006).
  - Gordon Brown, homme politique britannique, Premier ministre du Royaume-Uni de 2007 à 2010.
  - Randy California, guitariste, chanteur et compositeur américain († 2 janvier 1997).
  - Albert De Martin, homme politique québécois.
  - Christian Favier, homme politique français.
  - Suzue Miuchi, mangaka japonaise.
  - Phil Neal, footballeur britannique.
  - Pertti Teurajärvi, fondeur finlandais.
- 1952 :
  - (ou 4 février) Abdalá Bucaram, homme politique équatorien, président de l'Équateur de 1996 à 1997.
  - et en 1953, -56, 61 & 66 : les 5 enfants d'une même fratrie américaine virginienne, tous nés d'une "Caroline Cummings" à cette même date[4].
- 1953 :
  - Riccardo Chailly, chef d'orchestre italien.
  - Gaëtan Dugas, steward québécois († 30 mars 1984).
- 1954 :
  - Patricia Hearst, petite-fille du magnat de la presse William Randolph Hearst, actrice.
  - Vassili Tsibliev, cosmonaute russe.
- 1955 : Oleksandr Kolchynskyy, lutteur ukrainien double champion olympique († 16 juillet 2002).
- 1956 :
  - Rick Green, hockeyeur professionnel canadien.
  - Giulio Scarpati, acteur italien.
- 1957 :
  - Dominique Bedel, joueur de tennis français.
  - Jeannette Guichard-Bunel, artiste peintre française.
- 1958 :
  - Félix Lacuesta, footballeur français.
  - Sean Michaels, réalisateur, producteur et acteur américain.
- 1959 :
  - Scott Brayton, pilote de course automobile américain († 17 mai 1996).
  - Bill Gullickson, joueur de baseball américain.
  - Jean-Luc Rigaut, homme politique français.
  - Thierry Bouët, photographe français
- 1960 :
  - Paul Arpin, athlète français spécialiste de courses de fond.
  - Olivier Lenglet, escrimeur français champion olympique.
- 1961 : 
  - Hubert Le Gall, designeur français, créateur et sculpteur d'art contemporain.
  - Steve Lundquist, nageur américain double champion olympique.
  - Catherine Troendle, personnalité politique française.
- 1962 :
  - Jean Daviot, artiste plasticien français.
  - Dwayne McDuffie, scénariste américain de comics et de dessin animé († 21 février 2011).
  - Pierre Quinon, athlète français, champion olympique du saut à la perche aux Jeux de Los Angeles en 1984 († 17 août 2011).
  - Stephan van den Berg, véliplanchiste néerlandais champion olympique.
- 1963 :
  - Charles Barkley, joueur de basket-ball américain.
  - Oliver Mark, photographe allemand.
  - Joakim Nyström, joueur de tennis suédois.
- 1964 :
  - Rudi Garcia, entraîneur de football français.
  - Willie Garson, acteur américain.
- 1966 :
  - Cindy Crawford, mannequin et actrice américaine.
  - Dennis Mitchell, athlète américain spécialiste des épreuves de sprint.
- 1967 :
  - Paul Accola, skieur alpin suisse.
  - Kurt Cobain, chanteur et leader du groupe Nirvana († 5 avril 1994).
  - David Herman, acteur américain.
  - Pierre Rivard, acteur québécois.
  - Andrew Shue, acteur américain.
  - Lili Taylor, actrice américaine.
- 1968 : Laure Guibert, actrice française.
- 1970 :
  - Anton Chkaplerov, cosmonaute russe.
  - Natacha Lindinger, actrice française.
- 1972 : Cristina Sánchez, matadora espagnole.
- 1974 :
  - Yamna Belkacem, athlète française spécialiste des courses de fond.
  - Ophélie Winter, actrice, chanteuse et mannequin franco-néerlandaise.
  - Vera Ilyina, plongeuse russe championne olympique.
- 1975 :
  - Liván Hernández, joueur de baseball cubain.
  - Ismael Kirui, athlète kényan spécialiste des courses de fond.
  - Brian Littrell, chanteur américain du groupe Backstreet Boys.
  - Piotr Murdzia, Maître international et solutionniste d'échecs polonais.
  - Kristina Saltanovič, athlète lituanienne spécialiste de marche.
  - Brendan Witt, joueur de hockey sur glace professionnel canadien.
- 1976 :
  - Marisa Matias, femme politique portugaise.
  - Marek Nikl, footballeur tchèque.
  - Yoann Sover, comédien et animateur de télévision français.
  - João Vieira, athlète portugais spécialiste de la marche athlétique.
- 1977 :
  - Stephon Marbury, basketteur américain.
  - (ou 1974) Fred Testot, comédien et humoriste français.
- 1978 :
  - Lauren Ambrose, actrice américaine de théâtre, de cinéma et de télévision.
  - Julia Jentsch, actrice allemande.
  - Jeremy Jordan, acteur américain.
  - Chelsea Peretti, humoriste et comédienne américaine.
- 1979 : Simon Dufour, nageur français.
- 1980 :
  - Arthur Abraham, boxeur allemand d'origine arménienne.
  - Artur Boruc, footballeur polonais.
  - Imanol Harinordoquy, rugbyman français.
  - Gringe (Guillaume Tranchant dit), rappeur français.
- 1981 :
  - Majandra Delfino, actrice et chanteuse américaine.
  - Elisabeth Görgl, skieuse alpine autrichienne.
  - Adrian Lamo, analyste de menaces informatiques et pirate informatique américain.
  - Marestella Torres, athlète philippine spécialiste du saut en longueur.
- 1982 :
  - Ofentse Mogawane, athlète sud-africain, spécialiste du 200 et du 400 m.
  - Alexandre Paulikevitch, artiste libanais.
- 1983 : Justin Verlander, joueur de baseball américain.
- 1984 : Zhu Xiaolin, athlète chinoise spécialiste du marathon.
- 1985 :
  - Alex King, basketteur allemand.
  - Tamara Sky (en), playmate et mannequin de charme américain.
  - Matt Trautman, triathlète sud-africain.
  - Yulia Olegovna Volkova, chanteuse russe.
- 1987 :
  - Eilidh Child, athlète britannique spécialiste du 400 mètres haies.
  - James Johnson, basketteur américain.
  - Miles Teller, acteur américain.
- 1988 :
  - Mathieu Belie, joueur de rugby français.
  - Maria Karapetian, femme politique arménienne.
  - Rihanna (Robyn Rihanna Fenty dite), chanteuse barbadienne.
  - Sophie Tapie, chanteuse française.
- 1989 :
  - Angelo Esposito, joueur de hockey sur glace canadien.
  - Iga Wyrwał, mannequin et actrice polonaise-kalmouk.
- 1992 :
  - Alexandre Coeff, footballeur français.
  - Jordan Hooper, basketteuse américaine.
- 2000 : Karolina Bosiek, patineuse de vitesse polonaise.

### XXIesiècle
- 2003 : Olivia Rodrigo, auteure-compositrice-interprète et actrice américaine.
- 2014 : Leonore de Suède, fille de la princesse Madeleine de Suède et de son mari Christopher O'Neill.

## Décès

### XIIesiècle
- 1171 : Conan IV de Bretagne, duc de Bretagne (° v. 1135 / 1138).
- 1194 : Tancrède de Lecce, roi de Sicile (° v. 1138 / 1140).

### XVesiècle
- 1431 : Martin V (Oddone Colonna), pape (° 1368).

### XVIesiècle
- 1503 : Jules II (Giuliano della Rovere), pape de 1503 à 1513 (° 5 décembre 1443).
- 1513 : Jean Ier de Danemark, roi du Danemark, de la Norvège et de la Suède (° 2 février 1455).
- 1524 : Tecún Umán, souverain Quiché (° v. 1500 ?).
- 1595 : Ernest d'Autriche, archiduc du Saint Empire, fils de Maximilien II (° 15 juillet 1553).

### XVIIesiècle
- 1618 : Philippe-Guillaume d'Orange, prince d'Orange (° 19 décembre 1554)
- 1626 (ou 19 février) : John Dowland, compositeur anglais (° 1563).
- 1648 : Tirso de Molina (Gabriel José López Téllez), dramaturge espagnol (d'une 1re pièce avec Don Juan, avant Molière (° 24 mars 1579).
- 1685 : Sophie-Amélie de Brunswick-Calenberg, reine consort de Danemark-Norvège (° 24 mars 1628).
- 1695 : Johann Ambrosius Bach, musicien allemand, père de Johann Sebastian Bach (° 22 février 1645).

### XVIIIesiècle
- 1760 : Diane-Adélaïde de Mailly, duchesse de Lauraguais, fut l'une des maîtresses du roi Louis XV (° 11 février 1713).
- 1762 : Tobias Mayer, astronome allemand (° 17 février 1723).
- 1771 : Jean-Jacques Dortous de Mairan, mathématicien et astronome français (° 26 novembre 1678).
- 1773 : Charles-Emmanuel III de Sardaigne, roi de Sardaigne (° 27 avril 1701).
- 1778 : Laura Bassi, physicienne italienne (° 31 octobre 1711).
- 1790 : Joseph II d'Autriche, empereur romain germanique (° 13 mars 1741).
- 1794 (ou 20 mars), exécuté : Louis de La Roche-Saint-André, officier de marine français, chef vendéen durant la Révolution (° 1er octobre 1753).

### XIXesiècle
- 1803 : Mademoiselle Dumesnil, actrice française (° 2 janvier 1713).
- 1807 : Jean-Baptiste Nôtre, organiste et compositeur français (° 4 septembre 1732).
- 1810 : Andreas Hofer, patriote tyrolien (° 22 novembre 1767).
- 1813 : René Hyacinthe Thibaudeau, homme politique français (° 2 novembre 1737).
- 1824 : Pierre Flaust, homme politique français (° 19 octobre 1762).
- 1837 : Eugène Hugo, écrivain français (° 16 septembre 1800).
- 1850 : Charles Knowlton, médecin et écrivain américain (° 10 mai 1800).
- 1853 : Jean-François Bayard, dramaturge français (° 17 mars 1796).
- 1861 : Eugène Scribe, auteur dramatique français (° 24 décembre 1791).
- 1871 :
  - Paul Kane, peintre irlandais (° 3 septembre 1810).
  - Tito Marzocchi de Bellucci, artiste peintre français d'origine italienne (° 25 juin 1801).
- 1875 : Jean Nicolas Laugier, peintre, graveur et illustrateur français (° 22 juillet 1785).
- 1878 : Michel Charles Durieu de Maisonneuve, militaire et botaniste français (° 9 décembre 1796).
- 1879 : 
  - Jean Adrien Brun, fonctionnaire français, poète et traducteur (° 21 juin 1800).
  - Eugène Millet, architecte français (° 21 mai 1819).
- 1886 :
  - Eugène Delaporte, musicien français  (° 21 février 1818).
  - Nathaniel Philippe Sander, lexicographe français (° vers  (° 1806).1806).
- 1892 : Lucien Arbel, homme politique français (° 5 septembre 1826).
- 1893 : Pierre Gustave Toutant de Beauregard, militaire américain (° 28 mai 1818).
- 1895 : 
  - Edmond Cottinet, journaliste, poète et auteur dramatique français (° 18 février 1824).
  - Frederick Douglass, abolitionniste américain (°C. 1817 - 1818).

### XXesiècle
- 1907 : Henri Moissan, chimiste français, Prix Nobel de chimie 1906 (° 28 septembre 1852).
- 1910 : Arthur de Chabaud-Latour, militaire et homme politique français (° 6 juin 1839).
- 1913 : Angelo De Gubernatis, écrivain, poète, linguiste, philologue et orientaliste italien (° 7 avril 1840).
- 1916 : Klas Pontus Arnoldson, écrivain et pacifiste suédois, Prix Nobel de la paix 1908 (° 27 octobre 1844).
- 1919 : Habibullah Khan, émir d'Afghanistan (° 3 juin 1872).
- 1920 :
  - Jacinta Marto, voyante de Fatima et sainte portugaise (° 11 mars 1910).
  - Robert Peary, explorateur américain (° 6 mai 1856).
  - Louis René Hippolyte Sinet, peintre français (° 27 février 1835).
- 1926 :
  - Jules Durand, syndicaliste français, militant anarchiste (° 6 septembre 1880).
  - Paul-Eugène Roy, homme d'Église canadien, évêque de Québec de 1925 à 1926 (° 8 novembre 1859).
- 1930 (vers 21 février) : Habiba Msika, chanteuse, danseuse et comédienne tunisienne (° 1903).
- 1932 : Georges Casanova, escrimeur français (° 26 juillet 1890).
- 1933 : Takiji Kobayashi, écrivain japonais (º 1er décembre 1903).
- 1935 : Paul Redonnel, poète, écrivain, créateur de revues et félibre français (° 21 janvier 1860).
- 1938 : Armand-Albert Rateau, dessinateur, meublier, décorateur et architecte français (° 24 février 1882)
- 1940 : Paul Adolphe Kauffmann, illustrateur français (° 8 juillet 1849).
- 1941 : La Bolduc (Mary Rose Anna Travers Bolduc dite), auteur-compositrice-interprète, harmoniciste, violoniste canadienne (° 4 juin 1894).
- 1942 : Louis Soutter, peintre, dessinateur, violoniste suisse (° 4 juin 1871).
- 1953 :
  - Dorothy Shepherd Barron, joueuse de tennis britannique (° 24 novembre 1897).
  - Francesco Saverio Nitti, homme politique italien (° 19 juillet 1868).
- 1961 : Percy Grainger, compositeur australien (° 8 juillet 1882).
- 1963 : Ferenc Fricsay, chef d'orchestre hongrois (° 31 juillet 1914).
- 1964 : Helen Benson, universitaire néo-zélandaise (° 25 janvier 1886).
- 1965 : Théophile Marie Brébant, colonel français (° 24 mai 1889).
- 1966 :
  - Chester Nimitz, amiral américain (° 24 février 1885).
  - Paul Zielinski, joueur international de football allemand (° 20 novembre 1911).
- 1967 : Ulderico Sergo, boxeur italien (° 4 juillet 1913).
- 1968 : Anthony Asquith, réalisateur et scénariste britannique (° 9 novembre 1902).
- 1969 : Ernest Ansermet, chef d'orchestre suisse (° 11 novembre 1883).
- 1970 : Albert Wolff, chef d'orchestre et compositeur français (° 19 janvier 1884).
- 1971 : William Lava, compositeur américain (° 18 mars 1911).
- 1972 : Maria Goeppert-Mayer, physicienne allemande, Prix Nobel de physique 1963 (° 28 juin 1906).
- 1973 : Lucien Raimbourg, comédien français (° 14 septembre 1903).
- 1976 : René Cassin, juriste français, Prix Nobel de la paix 1968 (° 5 octobre 1887).
- 1980 : J.B. Rhine, scientifique américain qui étudia la parapsychologie (° 29 septembre 1895).
- 1982 : René Dubos, agronome, biologiste et écologue français (° 20 février 1901).
- 1987 :
  - Edgar P. Jacobs (Edgard Félix Pierre Jacobs dit), auteur belge de bande dessinée (° 30 mars 1904).
  - Joseph Parecattil, cardinal indien de l'Église catholique (° 1er avril 1912).
- 1989 :
  - Harold Christensen, danseur, chorégraphe et maître de ballet américain (° 25 décembre 1904).
  - Betty Mars (Yvette Baheux), chanteuse et actrice française (° 30 juillet 1944).
- 1991 : Kenneth Jackson, celtisant (° 1er novembre 1909).
- 1992 :
  - Roberto D'Aubuisson, homme politique salvadorien (° 23 août 1944).
  - Pierre Dervaux, chef d'orchestre français (° 3 janvier 1917).
  - Dick York, acteur américain (° 4 septembre 1928).
- 1993 : Ferruccio Lamborghini, constructeur automobile italien (° 28 avril 1916).
- 1995 : Robert Bolt, réalisateur et scénariste britannique (° 15 août 1924).
- 1996 :
  - Solomon Asch, psychologue américain d'origine polonaise (° 14 septembre 1907).
  - Viktor Konovalenko, hockeyeur russe (° 11 mars 1938).
  - Tōru Takemitsu, compositeur japonais (° 8 octobre 1930).
- 1997 :
  - Paul Anxionnaz, homme politique français (° 31 décembre 1902).
  - Zachary Breaux, guitariste de jazz américain (° 26 juin 1960).
  - Pierre Gascar, écrivain français, prix Goncourt 1953 (° 13 mars 1916).
- 1999 :
  - Lotti van der Gaag, peintre et sculptrice néerlandaise (° 18 décembre 1923).
  - Sarah Kane, dramaturge britannique (° 3 février 1971).
  - Gene Siskel, critique de cinéma américain (° 26 janvier 1946).
- 2000 :
  - Jean Dotto, cycliste sur route français (° 27 mars 1928).
  - (ou 19 février) Anatoli Sobtchak, homme politique russe (° 10 août 1937)

### XXIesiècle
- 2001 :
  - Jacques Brenner, écrivain français (° 16 septembre 1922).
  - Rosemary DeCamp, actrice américaine (° 14 novembre 1910).
- 2002 :
  - Branko Stanković, footballeur yougoslave puis serbe (° 31 octobre 1921).
  - Fredric Steinkamp, monteur américain (° 22 août 1928).
- 2003 :
  - Maurice Blanchot, écrivain et philosophe français (° 22 septembre 1907).
  - Orville Freeman, homme politique américain (° 9 mai 1918).
- 2004 :
  - Minouche Barelli, chanteuse française (° 13 décembre 1947).
  - Ferdinand Chaussebourg, homme politique français (° 6 mai 1921).
  - Sigfrido Fontanelli, cycliste sur route italien (° 1er octobre 1947).
- 2005 :
  - Sandra Dee, actrice américaine (° 23 avril 1942).
  - Dalene Matthee, écrivaine sud-africaine (° 13 octobre 1938).
  - Raymond Mhlaba, opposant à l'apatheid sud-africain (° 12 février 1920).
  - Hunter S. Thompson, écrivain américain (° 18 juillet 1937).
  - Jef van de Vijver, cycliste sur route néerlandais (° 22 août 1915).
  - Jimmy Young, boxeur américain (° 16 novembre 1948).
- 2006 :
  - Michael M. Ames (en), anthropologue canadien (° 19 juin 1933).
  - Ferenc Bene, footballeur hongrois (° 17 décembre 1944).
  - Catherine Binet, cinéaste française (° 12 mars 1944).
  - Lou Gish (en), actrice britannique (° 27 mai 1967).
  - Paul Marcinkus, archevêque catholique américain (° 15 janvier 1922).
  - Lucjan Wolanowski, journaliste, écrivain polonais (° 26 février 1920)
- 2007 :
  - Frank Albert Cotton, chimiste inorganicien américain (° 9 avril 1930).
  - Guy Cluseau, entraîneur français, sélectionneur de l'équipe nationale de football marocaine en 1969-1970 puis en 1979 (° v. 1928 ou 1929).
  - Amos Mariani, footballeur puis entraîneur italien (° 30 mars 1931).
  - Carl-Henning Pedersen, peintre danois (° 23 septembre 1913)
  - Zilla Huma Usman, femme politique pakistanaise. (° 16 septembre 1971)
  - Édouard Zarifian, psychiatre français (° 22 juin 1941).
- 2008 : Emily Perry (en), actrice britannique (° 28 juin 1907).
- 2009 :
  - Christopher Nolan (en), écrivain irlandais (° 6 septembre 1965).
  - Joseph Pannaye, footballeur international belge (° 29 juillet 1922).
- 2010 :
  - Jean Derval, céramiste français (° 2 mars 1925).
  - Alexander Haig, général et homme politique américain (° 2 décembre 1924).
  - Jean-Pierre Treiber, garde-chasse alsacien, assassin présumé de deux femmes (° 8 avril 1963).
- 2011 :
  - Jean Baeza, footballeur international (° 20 août 1942.
  - Noemí Simonetto de Portela, athlète argentine spécialiste du saut en longueur, du saut en hauteur et des épreuves de sprint (° 1er février 1926).
- 2012 : Raymond Cicci, footballeur français (° 11 août 1929).
- 2014 : Antoinette Fouque, intellectuelle, éditrice et militante féministe française (° 1er octobre 1936).
- 2015 : Gérard Calvi, compositeur et chef d'orchestre français (° 26 juillet 1922).
- 2019 : Claude Goretta, cinéaste, producteur et scénariste suisse (° 23 juin 1929).
- 2021 :
  - Mauro Bellugi, footballeur italien (° 7 février 1950).
  - Richard Boyd, philosophe américain (° 19 mai 1942).
  - Philippe Brizard, acteur français (° 28 août 1933).
  - Joe Burke, musicien et accordéoniste irlandais (° 11 avril 1939).
  - Henri Courtine, judoka français, seul français 10e dan de judo (° 11 mai 1930).
  - Chris Craft, pilote de course automobile américain (° 17 novembre 1939).
  - Isabelle Dhordain, journaliste, critique musicale française (° 11 mai 1959).
  - Jean-Yves Moyart, avocat et blogueur français (° 21 octobre 1967).
  - Maurice Pelé, coureur cycliste français (° 8 décembre 1928).
  - Douglas Turner Ward, dramaturge, comédien, metteur en scène et producteur de théâtre américain (° 5 mai 1930).
- 2022 : 
  - Abderrahim Berrada, avocat marocain (° ? 1938).
  - Leo Bersani, professeur d'université américain (° 16 avril 1931).
  - Eduardo Bonomi, homme politique uruguayen (° 14 octobre 1948).
  - Sami Clark, chanteur libanais (° 19 mai 1948).
  - Joni James, chanteuse américaine (° 22 septembre 1930).
  - Nils Lindberg, compositeur et pianiste suédois (° 11 juin 1933).
  - Réal Ouellet, écrivain et professeur canadien (° 29 septembre 1935).
  - Robert Silverman, militant pour le cyclisme à Montréal canadien (° 30 novembre 1933).
  - Oleksandr Sydorenko, nageur soviétique puis ukrainien (° 27 mai 1960).
  - Maurice Tremblay, avocat et homme politique canadien (° 23 avril 1944).
- 2023 : 
  - Miklós Lendvai, footballeur hongrois (° 7 avril 1975).
  - Ken Warby, pilote de bateau à moteur australien (° 9 mai 1939).
- 2024 : 
  - Erik Bergkvist, homme politique suédois (° 1er mai 1965).
  - Roland Bertin, acteur et comédien français, sociétaire de la Comédie française, créateur du Théâtre de Bourgogne (° 16 novembre 1930).
- 2025 :
  - Fernand Arsenault, professeur canadien (° 27 octobre 1929).
  - David Boren, universitaire et homme politique américain (° 21 avril 1941).
  - Jerry Butler, chanteur de musique soul américain (° 8 décembre 1939).
  - Kouaro Yves Chabi, homme politique béninois (° 19 mai 1973).
  - Frankétienne, poète, dramaturge, peintre, musicien, chanteur et enseignant haïtien (° 12 avril 1936).
  - Erhard Hofeditz, footballeur et entraîneur allemand (° 7 décembre 1936).
  - Peter Jason, acteur américain (° 22 juillet 1944).
  - Friedrich-Wilhelm Junge, acteur allemand (° 15 juillet 1938).
  - Ilkka Kuusisto, compositeur finlandais (° 26 avril 1933).
  - Roger Romani, homme politique français (° 25 août 1934).
  - Evan Williams, footballeur écossais (° 15 juillet 1943).

## Célébrations

### Internationales et nationales
- Nations unies : journée mondiale de la justice sociale depuis 2009[5].
- Dernière date possible pour le début du nouvel an asiatique, entre 20 janvier et 20 février au gré de la Lune.

### Religieuses

#### Saints des Églises catholiques et orthodoxes
Saints catholiques et orthodoxes :
- Agathon († 681), 79e pape (10 janvier dans l'église catholique).
- Bessarion de Scété († 400), anachorète en Égypte, disciple des saints Antoine le Grand « Antoine d'Égypte » et Macaire de Scété « l'Égyptien ». Fêté le 20 février en Orient et le 6 juin en Occident[8].
- Bolcan (en) († 480) ou Olcán, évêque de Derkan au nord de l'Irlande.
- Colgan de Clonmacnoise († 796), abbé du monastère de Clonmacnoise.
- Éleuthère de Tournai († 531), 1er évêque de Tournai.
- Eucher d'Orléans († 738), 35e évêque d'Orléans.
- Falcon de Maastricht († 512), 18e évêque de Maastricht.
- Jean de Gorze († 974), moine et reformateur.
- Judas Maccabée († -160), 3e fils de Mattathias, chef des Juifs.
- Léon de Catane († 787), 15e évêque de Catane.
- Sérapion d'Alexandrie († 249), martyr à Alexandrie.
- Thècle de Roubaix († 881), ascète à Roubaix en Flandre française.
- Tyranion de Tyr († 311), évêque de Tyr et martyr à Antioche.
- Valère de Couserans († 504), 1er évêque de Couserans.

#### Saints et bienheureux des Églises catholiques
Saints et béatifiés catholiques :
- Aimée d'Assise († 1252), religieuse clarisse italienne, nièce de sainte Claire d'Assise.
- Jacinta Marto († 1920), Laïque portugaise - un des enfants auxquels la sainte Vierge apparut à Fátima.
- Julie Rodzińska (it) († 1945), bienheureuse religieuse polonaise, martyre au camp de concentration du Stutthof.
- Pierre de Treia (it) († 1304), franciscain à Sirolo.
- Ulric d'Haselbury († 1154), ermite près d'Haselbury Plucknett.

#### Saints orthodoxes
Aux dates parfois "juliennes" ou orientales :
- Corneille de Pskov (ru) (1501- † 1570) et Bassien de Mourom, moines orthodoxes, apôtres de la Lettonie et martyrs.

### Prénoms du jour[Où?]
Bonne fête aux Aimée et ses variantes : Aimeline, Aimelyne, Amée ou Amy, Amadea, Amadéa, Amédéa (voir date propre à Saint Amédée).

## Traditions et superstitions

### Dictons
- « Souvent à la sainte-Aimée, la campagne est enneigée. »[9]

### Astrologie
- Signe du zodiaque : 2e jour du signe astrologique des Poissons.

## Toponymie
- Les noms de plusieurs voies, places, sites ou édifices de pays ou régions francophones contiennent cette date sous différentes graphies en français : voir Vingt-Février .